# Desde el Alma Tour
Desde el Alma Tour es una gira de conciertos del cantante puertorriqueño Chayanne. La gira recorre 19 países de Latinoamérica, Norteamérica y España en 113 conciertos, entre agosto de 2018 y abril de 2020. Debido a la pandemia del COVID-19, el cantante debió cancelar el tramo final de la gira.

## Repertorio
El repertorio presentado es el utilizado en Santiago durante noviembre de 2018.
1. Torero
2. Humanos a Marte
3. Dejaría Todo
4. El Centro de mi Corazón
5. Qué Me Has Hecho
6. Tu Respiración
7. Madre Tierra (Oye)
8. Boom Boom
9. Un Siglo Sin Ti
10. Fiesta en América
11. Tiempo de Vals
12. Medley 1: Tu pirata soy yo/Fuiste un trozo de hielo en la escarcha/Candela
13. Medley 2: Si la vida me permite/Y qué culpa tengo yo
14. Atado a Tu Amor
15. Baila Baila
16. Este Ritmo se Baila Así
17. Y Tú Te Vas
18. Caprichosa
19. Salomé
20. Di Qué Sientes Tú
21. Provócame

## Fechas
| Día                               | Ciudad                            | País                              | Recinto                                      | Entradas                          | Recaudación                       |
| Norteamérica y Colombia - Etapa I | Norteamérica y Colombia - Etapa I | Norteamérica y Colombia - Etapa I | Norteamérica y Colombia - Etapa I            | Norteamérica y Colombia - Etapa I | Norteamérica y Colombia - Etapa I |
| --------------------------------- | --------------------------------- | --------------------------------- | -------------------------------------------- | --------------------------------- | --------------------------------- |
| 23 de agosto de 2018              | San José                          | Estados Unidos                    | SAP Center                                   |                                   |                                   |
| 24 de agosto de 2018              | Los Ángeles                       | Estados Unidos                    | The Forum                                    |                                   |                                   |
| 26 de agosto de 2018              | Laredo                            | Estados Unidos                    | Energy Arena                                 |                                   |                                   |
| 31 de agosto de 2018              | Bogotá                            | Colombia                          | Centro de Eventos Autopista Norte            |                                   |                                   |
| 2 de septiembre de 2018           | Barranquilla                      | Colombia                          | Centro de Eventos del Caribe                 |                                   |                                   |
| 7 de septiembre de 2018           | Nueva York                        | Estados Unidos                    | Hulu Theater at Madison Square Garden        |                                   |                                   |
| 8 de septiembre de 2018           | Washington D.C                    | Estados Unidos                    | EagleBank Arena                              |                                   |                                   |
| 13 de septiembre de 2018          | San Diego                         | Estados Unidos                    | Valley View Casino Center                    |                                   |                                   |
| 14 de septiembre de 2018          | Las Vegas                         | Estados Unidos                    | Chelsea Theater                              |                                   |                                   |
| 16 de septiembre de 2018          | Houston                           | Estados Unidos                    | Toyota Center                                |                                   |                                   |
| 20 de septiembre de 2018          | Atlanta                           | Estados Unidos                    | State Farm Arena                             |                                   |                                   |
| 21 de septiembre de 2018          | Dallas                            | Estados Unidos                    | Verizon Theater                              |                                   |                                   |
| 23 de septiembre de 2018          | El Paso                           | Estados Unidos                    | El Coliseo                                   |                                   |                                   |
| 27 de septiembre de 2018          | Boston                            | Estados Unidos                    | Boch Center Wang Theater                     |                                   |                                   |
| 30 de septiembre de 2018          | Chicago                           | Estados Unidos                    | Rosemont Theater                             |                                   |                                   |
| 11 de octubre de 2018             | Orlando                           | Estados Unidos                    | Amway Center                                 |                                   |                                   |
| 14 de octubre de 2018             | Miami                             | Estados Unidos                    | American Airlines Arena                      | 11.938 / 11.938                   | $1,339,520                        |
| Latinoamérica - Etapa II          |                                   |                                   |                                              |                                   |                                   |
| 17 de octubre de 2018             | Ciudad de México                  | México                            | Auditorio Nacional                           |                                   |                                   |
| 19 de octubre de 2018             | Ciudad de México                  | México                            | Auditorio Nacional                           |                                   |                                   |
| 20 de octubre de 2018             | Ciudad de México                  | México                            | Auditorio Nacional                           |                                   |                                   |
| 24 de octubre de 2018             | Ciudad de México                  | México                            | Auditorio Nacional                           |                                   |                                   |
| 25 de octubre de 2018             | Ciudad de México                  | México                            | Auditorio Nacional                           |                                   |                                   |
| 27 de octubre de 2018             | Monterrey                         | México                            | Auditorio Banamex                            |                                   |                                   |
| 28 de octubre de 2018             | Monterrey                         | México                            | Auditorio Banamex                            |                                   |                                   |
| 7 de noviembre de 2018            | Santiago                          | Chile                             | Movistar Arena                               |                                   |                                   |
| 9 de noviembre de 2018            | Santiago                          | Chile                             | Movistar Arena                               |                                   |                                   |
| 10 de noviembre de 2018           | Santiago                          | Chile                             | Movistar Arena                               |                                   |                                   |
| 14 de noviembre de 2018           | Concepción                        | Chile                             | Estadio Municipal de Concepción              |                                   |                                   |
| 16 de noviembre de 2018           | Santiago                          | Chile                             | Movistar Arena                               |                                   |                                   |
| 17 de noviembre de 2018           | Santiago                          | Chile                             | Movistar Arena                               |                                   |                                   |
| 20 de noviembre de 2018           | La Serena                         | Chile                             | Estadio La Portada                           |                                   |                                   |
| 30 de noviembre de 2018           | San José                          | Costa Rica                        | Estadio Nacional de Costa Rica               | 25.000 / 30.000                   |                                   |
| 12 de diciembre de 2018           | Ciudad de Guatemala               | Guatemala                         | Explanada Cardales de Cayala                 |                                   |                                   |
| 14 de diciembre de 2018           | San Salvador                      | El Salvador                       | Estadio Nacional                             |                                   |                                   |
| 16 de diciembre de 2018           | Tegucigalpa                       | Honduras                          | Estadio de Atletismo UNAH                    |                                   |                                   |
| 27 de febrero de 2019             | Oaxaca                            | México                            | Auditorio Guelaguetza                        |                                   |                                   |
| 1 de marzo de 2019                | Tuxtla Gutiérrez                  | México                            | Estacionamiento Del Estadio de Fútbol Victor |                                   |                                   |
| 3 de marzo de 2019                | Villahermosa                      | México                            | Parque Centenario 27 de Febrero              | 7.696 / 7.804                     | $521,331                          |
| 6 de marzo de 2019                | Mérida                            | México                            | Coliseo Yucatán                              | 10.238 / 10.571                   | $963,742                          |
| 7 de marzo de 2019                | Mérida                            | México                            | Coliseo Yucatán                              | 10.238 / 10.571                   | $963,742                          |
| 9 de marzo de 2019                | Veracruz                          | México                            | World Trade Center                           | 7.970 / 8.015                     | $804,395                          |
| 13 de marzo de 2019               | Ciudad de México                  | México                            | Auditorio Nacional                           | 27.889 / 28.182                   | $2,277,102                        |
| 15 de marzo de 2019               | Ciudad de México                  | México                            | Auditorio Nacional                           | 27.889 / 28.182                   | $2,277,102                        |
| 16 de marzo de 2019               | Ciudad de México                  | México                            | Auditorio Nacional                           | 27.889 / 28.182                   | $2,277,102                        |
| 20 de marzo de 2019               | Aguascalientes                    | México                            | Estadio de Béisbol Alberto Romo Chávez       |                                   |                                   |
| 22 de marzo de 2019               | San Luis Potosí                   | México                            | Estadio de Béisbol 20 de Noviembre           |                                   |                                   |
| 23 de marzo de 2019               | Guanajuato                        | México                            | Poliforum León                               |                                   |                                   |
| Norteamérica - Etapa III          |                                   | México                            |                                              |                                   |                                   |
| 4 de abril de 2019                | San Antonio                       | Estados Unidos                    | Freeman Coliseum                             | 4.618 / 7.454                     | $533,886                          |
| 5 de abril de 2019                | McAllen                           | Estados Unidos                    | Bert Ogden Arena                             | 2.432 / 5.480                     | $290,050                          |
| 7 de abril de 2019                | El Paso                           | Estados Unidos                    | Don Haskins Center                           | 4.117 / 5.005                     | $444,157                          |
| 11 de abril de 2019               | Seattle                           | Estados Unidos                    | WaMu Theater                                 | 4.591 / 4.668                     | $544,701                          |
| 13 de abril de 2019               | Ontario                           | Estados Unidos                    | Citizens Business Bank Arena                 | 5.847 / 8.078                     | $666,153                          |
| 14 de abril de 2019               | Sacramento                        | Estados Unidos                    | Golden 1 Center                              | 5.518 / 6.889                     | $562,932                          |
| 25 de abril de 2019               | Nueva York                        | Estados Unidos                    | Hulu Theater at Madison Square Garden        | 4.182 / 5.300                     | $567,282                          |
| 27 de abril de 2019               | Chicago                           | Estados Unidos                    | Rosemont Theatre                             | 3.492 / 4.356                     | $406,032                          |
| 3 de mayo de 2019                 | San Juan                          | Puerto Rico                       | Coliseo de Puerto Rico                       | 25.566 / 27.693                   | $1,957,813                        |
| 4 de mayo de 2019                 | San Juan                          | Puerto Rico                       | Coliseo de Puerto Rico                       | 25.566 / 27.693                   | $1,957,813                        |
| 9 de mayo de 2019                 | Fort Myers                        | Estados Unidos                    | Hertz Arena                                  | 4.467 / 5.445                     | $468,777                          |
| 11 de mayo de 2019                | Miami                             | Estados Unidos                    | AmericanAirlines Arena                       | 8.619 / 9.532                     | $925,939                          |
| 17 de mayo de 2019                | Uncasville                        | Estados Unidos                    | Mohegan Sun Arena                            | 4.907 / 5.899                     | $486,787                          |
| 19 de mayo de 2019                | Toronto                           | Canadá                            | CAA Centre                                   | 3.214 / 4.485                     | $479,183                          |
| Latinoamérica - Etapa IV          |                                   |                                   |                                              |                                   |                                   |
| 25 de mayo de 2019                | Santo Domingo                     | República Dominicana              | Palacio de los Deportes                      | -                                 | -                                 |
| 6 de junio de 2019                | Quito                             | Ecuador                           | Coliseo General Rumiñahui                    | -                                 | -                                 |
| 8 de junio de 2019                | Guayaquil                         | Ecuador                           | Estadio Alberto Spencer                      | -                                 | -                                 |
| 15 de junio de 2019               | Lima                              | Perú                              | Jockey Club del Perú                         | -                                 | -                                 |
| 29 de agosto de 2019              | Ciudad de Panamá                  | Panamá                            | Centro de Convenciones Amador                | -                                 | -                                 |
| 5 de septiembre de 2019           | Bogotá                            | Colombia                          | Movistar Arena                               | -                                 | -                                 |
| 7 de septiembre de 2019           | Medellín                          | Colombia                          | Plaza de Toros La Macarena                   | -                                 | -                                 |
| 14 de septiembre de 2019          | Acapulco                          | México                            | Fórum de Mundo Imperial                      | -                                 | -                                 |
| 18 de septiembre de 2019          | Monterrey                         | México                            | Auditorio citiBanamex                        | -                                 | -                                 |
| 19 de septiembre de 2019          | Monterrey                         | México                            | Auditorio citiBanamex                        | -                                 | -                                 |
| 21 de septiembre de 2019          | Torreón                           | México                            | Explanada de la Feria                        | -                                 | -                                 |
| 25 de septiembre de 2019          | Querétaro                         | México                            | Centro de Congresos de Querétaro             | -                                 | -                                 |
| 27 de septiembre de 2019          | Puebla                            | México                            | Acrópolis Puebla                             | -                                 | -                                 |
| 28 de septiembre de 2019          | Puebla                            | México                            | Acrópolis Puebla                             | -                                 | -                                 |
| 1 de octubre de 2019              | Ciudad de México                  | México                            | Auditorio Nacional                           | -                                 | -                                 |
| 2 de octubre de 2019              | Ciudad de México                  | México                            | Auditorio Nacional                           | -                                 | -                                 |
| 8 de octubre de 2019              | Ciudad de México                  | México                            | Auditorio Nacional                           | -                                 | -                                 |
| 11 de octubre de 2019             | Monterrey                         | México                            | Auditorio citiBanamex                        | -                                 | -                                 |
| 12 de octubre de 2019             | Monterrey                         | México                            | Auditorio citiBanamex                        | -                                 | -                                 |
| 19 de octubre de 2019             | Morelia                           | México                            | Estadio de Béisbol Francisco Villa           | 7.638 / 7.794                     | $538,244                          |
| 23 de octubre de 2019             | Culiacán                          | México                            | Foro Tecate                                  | 4.026 / 4.238                     | $479,347                          |
| 25 de octubre de 2019             | Mexicali                          | México                            | FEX Isla de las Estrellas                    | 7.426 / 7.426                     | $563,606                          |
| 26 de octubre de 2019             | Ensenada                          | México                            | Foro Santo Tomás                             | 3.390 / 3.460                     | $454,156                          |
| 9 de noviembre de 2019            | Buenos Aires                      | Argentina                         | Movistar Arena                               | -                                 | -                                 |
| 10 de noviembre de 2019           | Buenos Aires                      | Argentina                         | Movistar Arena                               | -                                 | -                                 |
| 12 de noviembre de 2019           | Córdoba                           | Argentina                         | Orfeo Superdomo                              | -                                 | -                                 |
| 15 de noviembre de 2019           | Santiago                          | Chile                             | Movistar Arena                               | -                                 | -                                 |
| 16 de noviembre de 2019           | Santiago                          | Chile                             | Movistar Arena                               | -                                 | -                                 |
| 20 de noviembre de 2019           | Viña del Mar                      | Chile                             | Anfiteatro de la Quinta Vergara              | -                                 | -                                 |
| 22 de noviembre de 2019           | Santiago                          | Chile                             | Movistar Arena                               | -                                 | -                                 |
| 23 de noviembre de 2019           | Santiago                          | Chile                             | Movistar Arena                               | -                                 | -                                 |
| 7 de diciembre de 2019            | San José                          | Costa Rica                        | Estadio Nacional de Costa Rica               | 38.000 / 40.000                   |                                   |
| 14 de diciembre de 2019           | Ciudad de Guatemala               | Guatemala                         | Estadio del Ejército                         | -                                 | -                                 |
| Latinoamérica - Etapa V           |                                   |                                   |                                              |                                   |                                   |
| 23 de febrero de 2020             | Mérida                            | México                            | Centro de Espectáculos Montejo               | Festival                          | Festival                          |
| 25 de febrero de 2020             | Cozumel                           | México                            | Parque Quintana Roo                          | Festival                          | Festival                          |

### Conciertos Cancelados
| Día                 | Ciudad       | País                 | Recinto                                    | Motivo                                                                  |
| ------------------- | ------------ | -------------------- | ------------------------------------------ | ----------------------------------------------------------------------- |
| 5 de marzo de 2019  | Cancún       | México               | Estadio Beto Ávila                         | Cancelado por motivos de causa mayor                                    |
| 27 de marzo de 2019 | Culiacán     | México               | Foro Tecate                                | Pospuesto al 23 de octubre de 2019, por problemas de salud del artista. |
| 29 de marzo de 2019 | Mexicali     | México               | FEX Isla de las Estrellas                  | Pospuesto al 25 de octubre de 2019, por problemas de salud del artista. |
| 30 de marzo de 2019 | Ensenada     | México               | Foro Santo Tomás                           | Pospuesto al 26 de octubre de 2019, por problemas de salud del artista. |
| 12 de marzo de 2020 | Rosario      | Argentina            | Metropolitano Rosario                      | Cancelados por la pandemia de COVID-19.                                 |
| 14 de marzo de 2020 | Asunción     | Paraguay             | SND Arena                                  | Cancelados por la pandemia de COVID-19.                                 |
| 17 de marzo de 2020 | Montevideo   | Uruguay              | Antel Arena                                | Cancelados por la pandemia de COVID-19.                                 |
| 19 de marzo de 2020 | Córdoba      | Argentina            | Orfeo Superdomo                            | Cancelados por la pandemia de COVID-19.                                 |
| 21 de marzo de 2020 | Buenos Aires | Argentina            | Movistar Arena                             | Cancelados por la pandemia de COVID-19.                                 |
| 26 de marzo de 2020 | Santa Cruz   | Bolivia              | Estadio Real Santa Cruz                    | Cancelados por la pandemia de COVID-19.                                 |
| 28 de marzo de 2020 | Cochabamba   | Bolivia              | Teatro al Aire Libre Recinto Ferial Alalay | Cancelados por la pandemia de COVID-19.                                 |
| 2 de abril de 2020  | Bogotá       | Colombia             | Movistar Arena                             | Cancelados por la pandemia de COVID-19.                                 |
| 4 de abril de 2020  | Cali         | Colombia             | Diamante de Béisbol                        | Cancelados por la pandemia de COVID-19.                                 |
| 11 de abril de 2020 | Punta Cana   | República Dominicana | Playa Juanillo                             | Cancelados por la pandemia de COVID-19.                                 |
| Europa - Etapa VI   |              |                      |                                            |                                                                         |
| 17 de abril de 2020 | Valencia     | España               | Plaza de Toros de Valencia                 | Cancelados por la pandemia de COVID-19.                                 |
| 18 de abril de 2020 | Barcelona    | España               | Palau Sant Jordi                           | Cancelados por la pandemia de COVID-19.                                 |
| 20 de abril de 2020 | Madrid       | España               | WiZink Center                              | Cancelados por la pandemia de COVID-19.                                 |
| 23 de abril de 2020 | Sevilla      | España               | Estadio de La Cartuja                      | Cancelados por la pandemia de COVID-19.                                 |
| 24 de abril de 2020 | Murcia       | España               | Plaza de Toros de Murcia                   | Cancelados por la pandemia de COVID-19.                                 |
| 26 de abril de 2020 | La Coruña    | España               | Coliseum da Coruña                         | Cancelados por la pandemia de COVID-19.                                 |